# Algunder Menhire

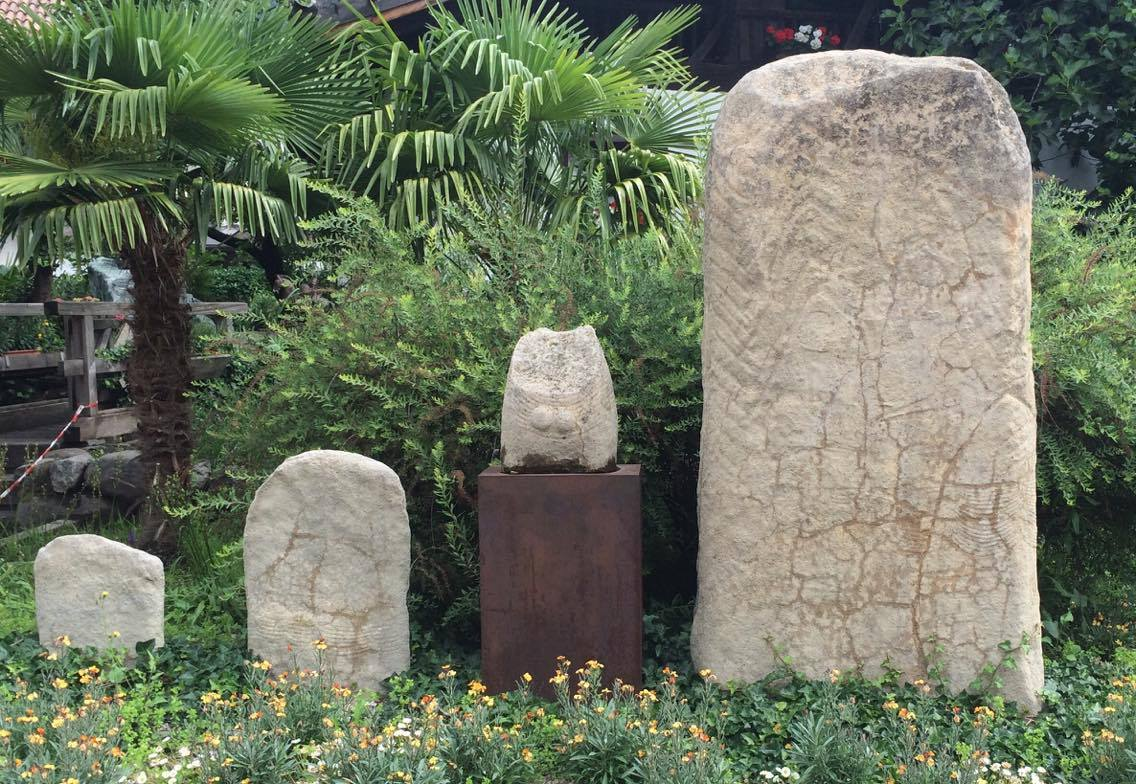
Nachbildungen der Algunder Menhire, neben dem Tourismusbüro in Algund. Von links: Menhir III, Menhir IV, Menhir II und Menhir I.

Die Algunder Menhire sind vier Statuenmenhire, die zwischen 1932 und 1942 in Algund in Südtirol in Italien geborgen wurden. Menhir I und II wurden 1932 ausgegraben, Menhir III und IV wurden etwa zehn Jahre später im selben Gebiet entdeckt.

## Zeitliche Einordnung und kultureller Hintergrund
Die Algunder Menhire weisen zwar eigene Charakteristika auf, können aber in die Gruppe der südfranzösischen Menhire eingeordnet werden, deren Kultform über Oberitalien nach Südtirol gelangte.
Zunächst war die zeitliche Einordnung der Menhire umstritten, bis man sich schließlich darauf einigte, den Vorschlag Raffaeolo Battaglias (1896–1958) anzunehmen und sie der Stein-Kupferzeit zuzuordnen.

## Fund
Alle vier Menhire wurden vom Meraner Heimatforscher Matthias Ladurner-Parthanes (1894–1986) im Gebiet des Plarser Schwemmkegels zur Etsch gefunden. Sie bestehen aus Laaser Marmor. Aufgrund der Stützmauern eines Ackers, die zusammen mit den Menhiren im Schwemmgebiet der Etsch sichergestellt werden konnten, geht man davon aus, dass die Menhire höher am Abhang standen und im Laufe der Zeit herabgerutscht sind.
Bei den Ausgrabungen von Stein III und IV war deutlich zu erkennen, dass sie an ihrem ehemaligen Standort in West-Ost-Richtung ausgerichtet waren, sodass sich ihre Vorderseiten dem Sonnenaufgang zugekehrt waren. Versuche die Menhire in Verbindung mit einem Grabmal zu bringen scheiterte. Weder Knochen noch Grabbeigaben konnten in der Nähe des Fundortes ausfindig gemacht werden, weshalb man annimmt, dass es sich bei den Menhiren um Kultfiguren handelt.

## Formen, Gravierung und Motive
Bei Stein II handelt es sich um einen weiblichen Menhir, welcher durch zwei Ausprägungen der Brust gekennzeichnet ist. Den rundlichen Stein überziehen parallel verlaufende Querrillen, die sich über drei Seiten erstrecken.
Die Steine I, III und IV werden als männliche Menhire bezeichnet und haben eine plattenähnliche Form. Alle drei sind durch einen Gürtel in der Mitte gegliedert und haben auf der Rückseite senkrechte Riefen, welche herabhängendes Kopfhaar oder Faltenumhänge darstellen können. Ein Hauptmerkmal der männlichen Steine sind die darauf abgebildeten Waffen, wobei Stein I besonders viele Waffenmotive aufweist.

Algunder Menhire
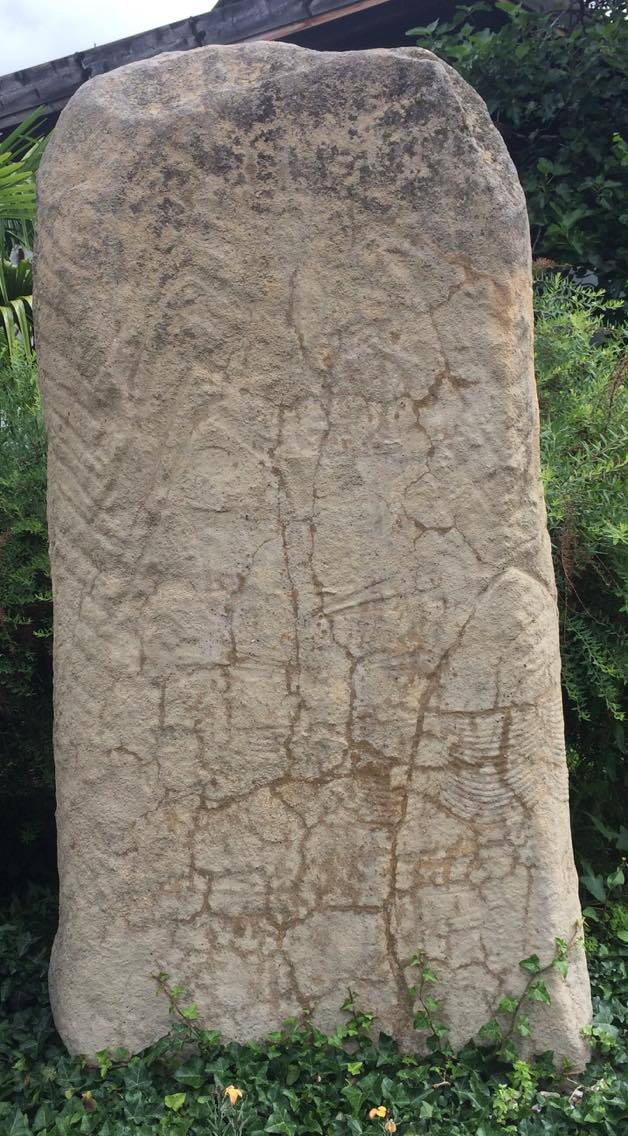
Nachbildung Menhir I (männlich), 1932 mit Menhir II gefunden; Höhe 2,75 m.
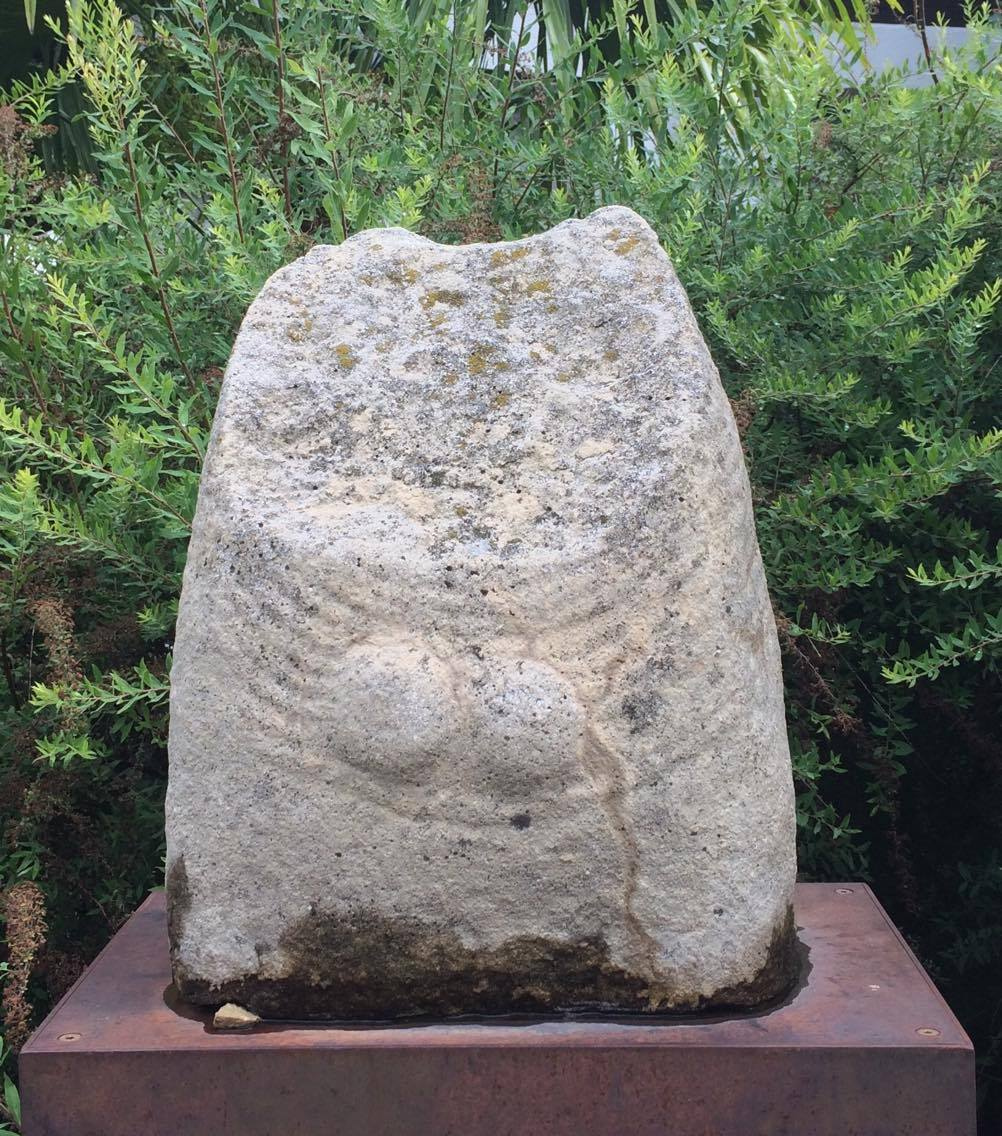
Nachbildung Menhir II (weiblich), 1932 mit Menhir I gefunden; Höhe 0,54 m.
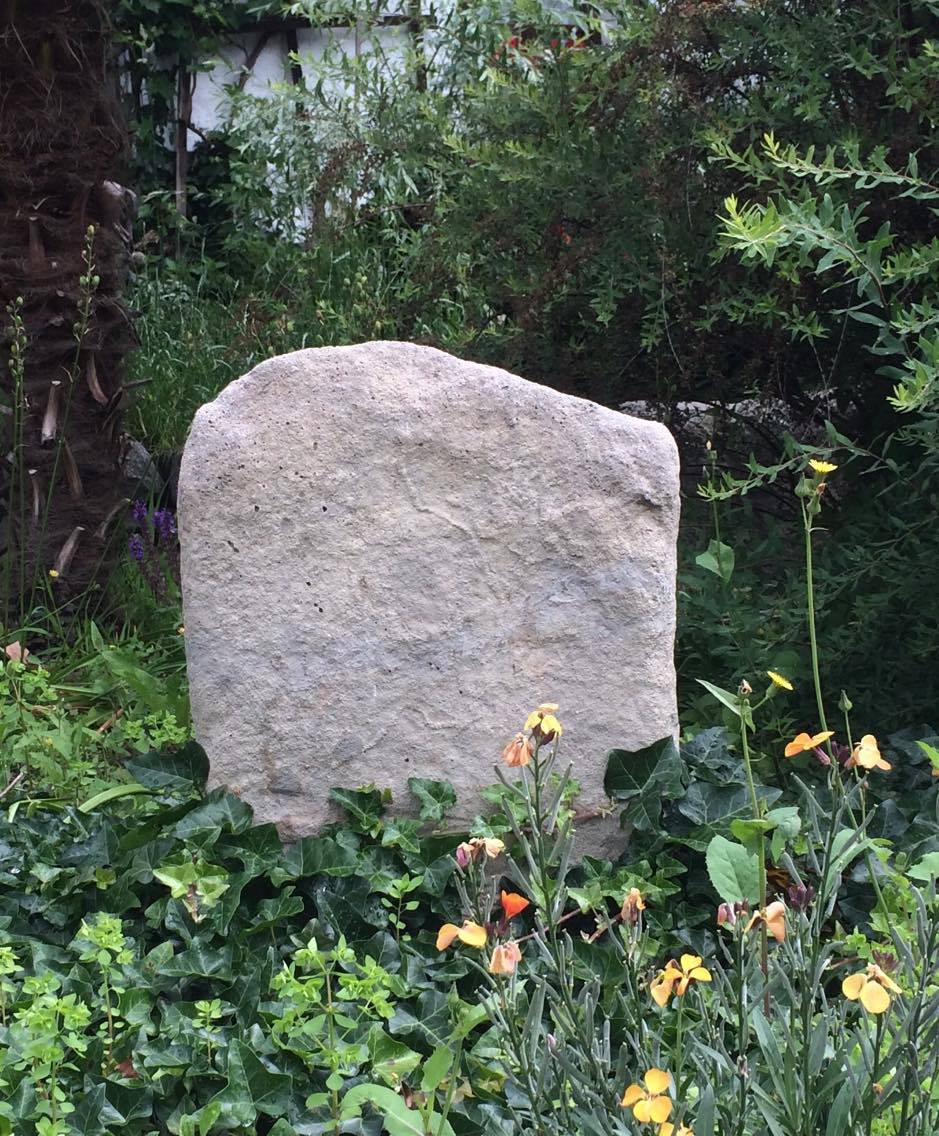
Nachbildung Menhir III (männlich), 1942 mit Menhir IV gefunden; Höhe 1,08 m.
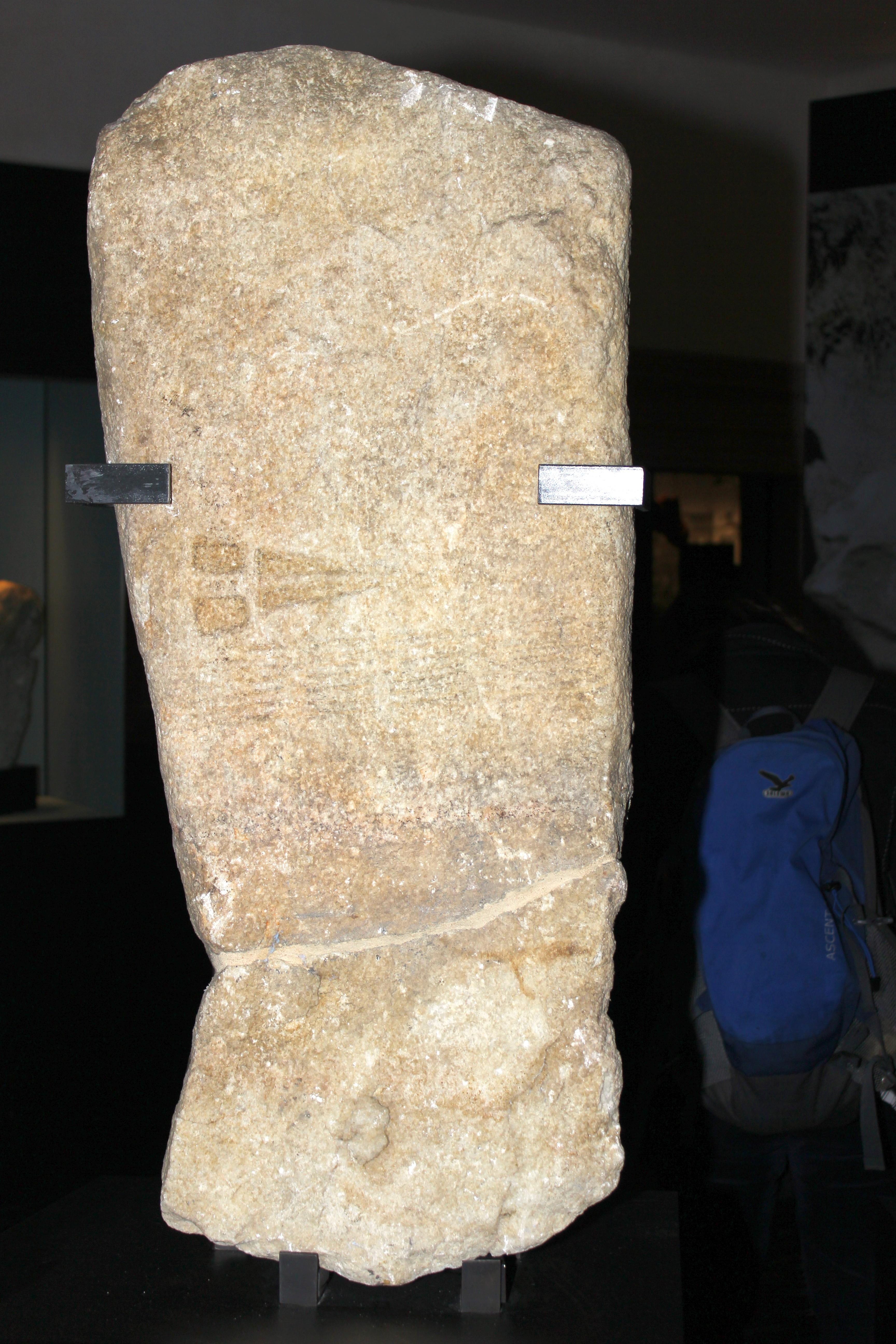
Menhir III, das Original im Palais Mamming Museum
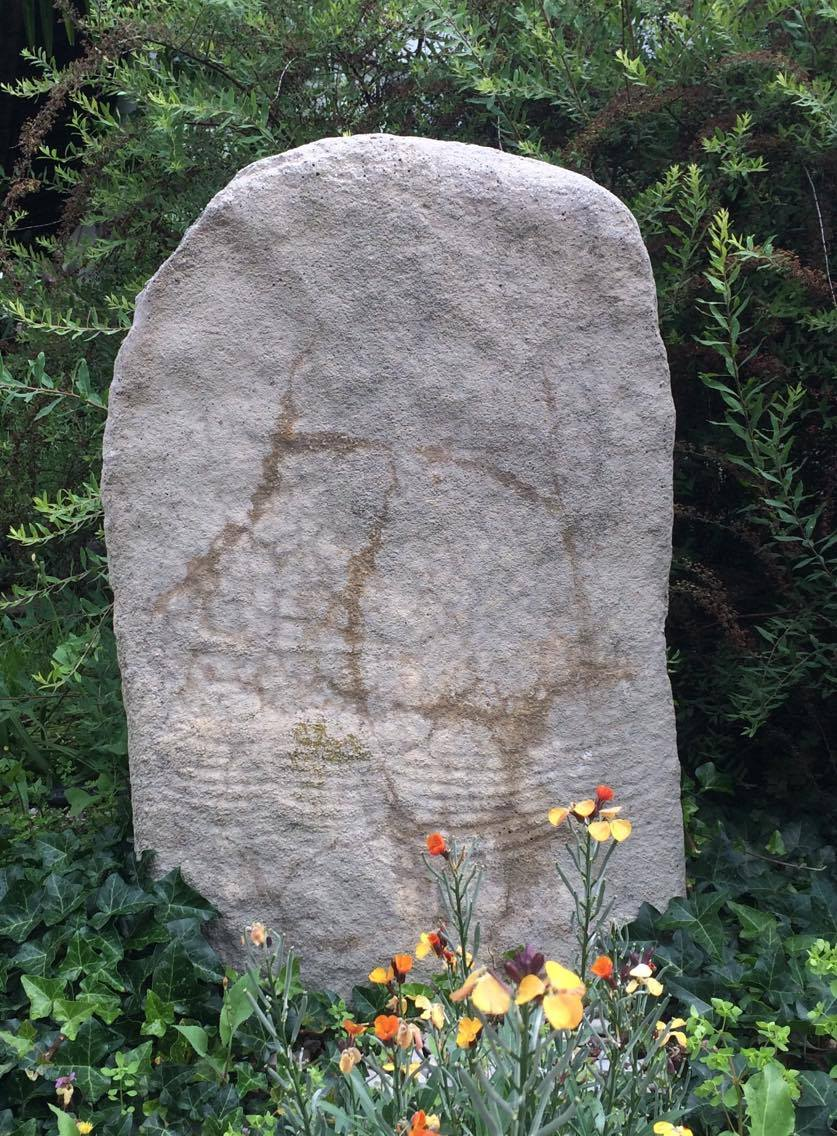
Nachbildung Menhir IV (männlich), 1942 mit Menhir III gefunden; Höhe 1,39 m.
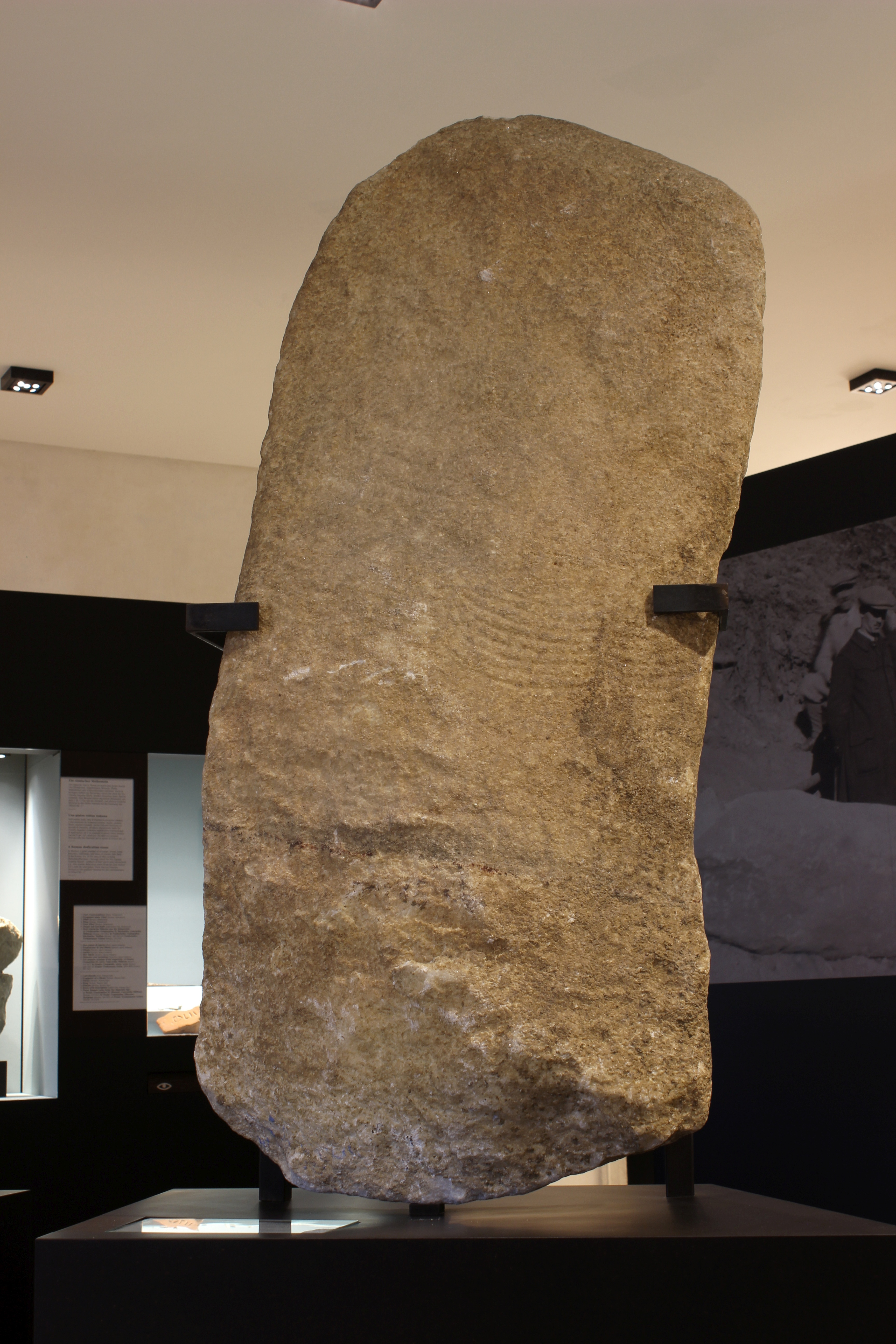
Menhir IV, das Original im Palais Mamming Museum

## Verbleib
Die vier Algunder Figurmenhire findet man heute in zwei verschiedenen Museen. Während sich Menhir I und II im Südtiroler Archäologiemuseum in Bozen befinden, sind Menhir III und IV im Palais Mamming Museum, dem Stadtmuseum von Meran ausgestellt. Nachbildungen der Algunder Menhire stehen vor dem Tourismusbüro in Algund.